# Santo Stefano di Sessanio

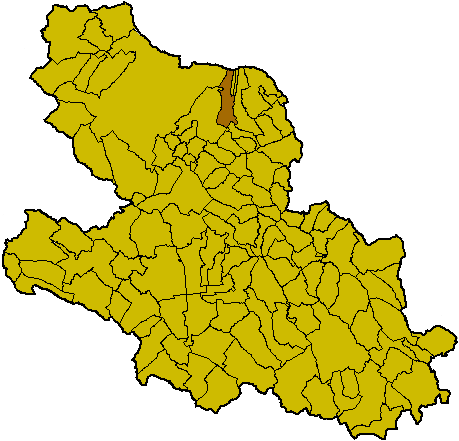
Lage von Santo Stefano in der Provinz L’Aquila

Santo Stefano di Sessanio ist eine italienische Gemeinde mit 110 Einwohnern (Stand 31. Dezember 2023) in der Provinz L’Aquila in der Region Abruzzen und liegt 27 km östlich von L’Aquila und 144 km nordöstlich von Rom.

## Geographie
Santo Stefano di Sessanio liegt oberhalb des Tals des Aterno unterhalb des Campo Imperatore in den Abruzzen. Mit einer Höhe von 1250 m gehört es zu den höchstgelegenen Orten Italiens.
Das Gemeindegebiet gehört zum Nationalpark Gran Sasso und Monti della Laga.
Santo Stefano di Sessanio gehört zur Comunità Montana Campo Imperatore-Piana di Navelli und ist Mitglied der Vereinigung I borghi più belli d’Italia (Die schönsten Orte Italiens) und grenzt unmittelbar an die Provinz Pescara.
Die Nachbarorte sind Barisciano, Calascio, Carapelle Calvisio, Castelvecchio Calvisio, Isola del Gran Sasso d’Italia (TE), L’Aquila.

### Verkehr
Santo Stefano ist über die SS17 Via dell’Appennino Abruzzese e Appulo Sannitico mit der Autobahn A24, Strada dei Parchi, Auffahrt L’Aquila Est, verbunden.
Der nächste Bahnhof in San Demetrio ne’ Vestini an der Bahnstrecke Terni – Sulmona liegt 16 km entfernt.

## Bevölkerungsentwicklung
| Jahr      | 1861 | 1881 | 1901 | 1921 | 1936 | 1951 | 1971 | 1991 | 2001 | 2014 |
| Einwohner | 1315 | 1416 | 1489 | 1206 | 979  | 791  | 246  | 142  | 118  | 114  |

Quelle: ISTAT

## Politik
Elisabetta Leone (Bürgerliste) wurde im Mai 2006 zur Bürgermeisterin gewählt.

## Film
- A Pure Formality von Giuseppe Tornatore – (1994)
- Palestrina – Fürst der Musik von Georg Brintrup – (2009)
- Purché finisca bene (Episode Kleine Geheimnisse, große Lügen) – (2016)
- Italien, meine Liebe – Folge 5: Die Abruzzen (Fernsehdokumentation, Arte 2016)